# Periophthalmus kalolo
Periophthalmus kalolo är en fiskart som beskrevs av Lesson, 1831. Periophthalmus kalolo ingår i släktet Periophthalmus och familjen smörbultsfiskar. Inga underarter finns listade i Catalogue of Life.